# Балет в Казахстане
Балет в Казахстане — достижения балетной культуры казахского народа.

## История
Профессиональное балетное искусство Казахстана возникло в начале 1930-х гг. В 1933 году на основе музыкальной студии открылся Казахский музыкальный театр (ныне Казахский театр оперы и балета имени Абая), где в 1935 году было организовано балетное отделение. Развитию национального балетного искусства способствовала деятельность известного балетмейстера и педагога А. А. Александрова, который организовал балетное отделение хореографической школы. Его ученицы Н. Е. Топаева, К. Карабалинова, Ш. Б. Жиенкулова стали профессиональными танцовщицами. В опере «Кыз Жибек» Е. Г. Брусиловского (1936, балетмейстер А. А. Александров) органично связаны танец и драма, появились пластичные и выразительные танцы «Таттимбет», «Кииз басу». Приезд в Алматы Куйбышевского передвижного театра оперы и балета и его присоединение к Казахскому музыкальному театру оказали значительное влияние на национальное балетное искусство. Поставлены балеты «Коппелия» Л. Делиба (1937, балетмейстер Ю. П. Ковалев), «Лебединое озеро» П. И. Чайковского (1938, балетмейстер Л. А. Жуков). В 1937—40 годах были поставлены первые казахские национальные балеты «Калкаман и Мамыр» В. В. Великанова (балетмейстер Л. А. Жуков), «Весна» И. Н. Надирова (балетмейстер А. И. Чекрыгин). Среди танцоров, пришедший на сцену из самодеятельности, в 1940 году дебютировали: Алмас Бекбосынов и другие. 
В 1941—1945 годах в Алматы были эвакуированы многие деятели балетного искусства СССР. Ставятся балеты «Лауренсия» А. Крейна (1942), «Жизель» А. Адана (1943), «Лебединое озеро» П. И. Чайковского (1943). В начале 1950-х гг. балетмейстером М. Ф. Моисеевым поставлены балеты «Красный мак» Р. М Глиэра, «Камбар — Назым» В. В. Великанова. Возобновляется постановка «Лебединого озера» П. И. Чайковского. В середине 1950-х гг. балетмейстер Д. Т. Абиров осуществил постановку балетов «Юность» М. И. Чулаки (1952), «Берег счастья» А. Э. Спадавеккиа (1953), «Медный всадник» P.M. Глиэра (1955), «Шурале» Ф. З. Яруллина (1956). Становятся известными имена танцоров: 3. Райбаева, С. Кушербаевой, А.Асылмуратова, С.Толусановой, А.Жалилова, Б.Аюханова и др.
В 1960-х гг. балетмейстером З.Райбаевым поставлены балеты «Шопениана» на музыку Ф. Шопена, «Болеро» М. Ж. Равеля, «Франческа да Римини» П. И. Чайковского, «Легенда о белой птице» Г. А. Жубановой (совместно с балетмейстером Д. Абировым), первый уйгурский спектакль «Чин-Томур» К.Кужамьярова. В труппу вливаются молодые артисты балета С.Банов, Р.Байсеитова, 3. Кастеева и др. В 1960-х гг. возникают новые коллективы — Государственный ансамбль танца «Молодой балет Алматы» (ныне Государственный академический театр танца Республики Казахстан под рук. Б. Г. Аюханова), Государственные ансамбли народного танца «Гульдер», «Алтынай», «Салтанат».
В 1970-х гг. ставятся балеты «Спартак» А. И. Хачатуряна (балетмейстер З.Райбаев), «Аксак кулан» A.Е. Серкебаева (балетмейстер М. К. Тулеубаев), «Алия» М.Сагатова (балетмейстер Ж. К. Байдаралим). В 1980-х — начале 1990-х гг. ставятся авангардные балеты «Фрески» Т. Мынбаева (балетмейстер З.Райбаев), «Брат мой, Маугли» А.Серкебаева, «Дама с камелиями» Дж. Верди — B.Милова, «Прощание с Петербургом» И. Штрауса (балетмейстер М.Тлеубаев). В конце 1990-х гг. новые постановки балетов «Мадам Баттерфляй» на муз. Г.Жубановой (1996, балетмейстеры Асами Маки и Киози Метани), «Каракоз» (1991, балетмейстер А.Алексидзе). В стиле модерн-балета и неоклассицизма—постановки сестер Габбасовых, «Космос души» А.Шмидке и «Театр Масок» Ф.Пулека в постановке Г.Тугкибаевой. В 1991—2000 годах появляются талантливые педагоги и балетмейстеры: Д.Адамова, Д.Фадеева-Накыпова, Г.Саитова, сестры Габбасовы, Л. Ким, А. Исмаилов, А. Гаити. Получает широкое развитие жанр современного танца. Союз хореографов, основанный в 1995 году Д. Накыповым, становится учредителем традиционных балетных фестивалей «Приз традиций», «Приз Галины Улановой». Стали известны имена молодых звёзд казахского балета: Г.Туткибаевой, Б.Смагулова, Л.Альпиевой, С.Каукова, Г.Усиной, Д.Сушкова, С.Кокшиновой, А.Акылбекова и мн. др.